# الدوري الإنجليزي الممتاز 1995–96
الدوري الإنجليزي الممتاز 1995–96 (بالإنجليزية: 1995–96 FA Premier League)‏ هو موسم من الدوري الإنجليزي الممتاز. أقيم خلال الفترة 19 أغسطس 1995 وحتى 4 مايو 1996، وفاز فيه مانشستر يونايتد.